# Адаптер змінного струму

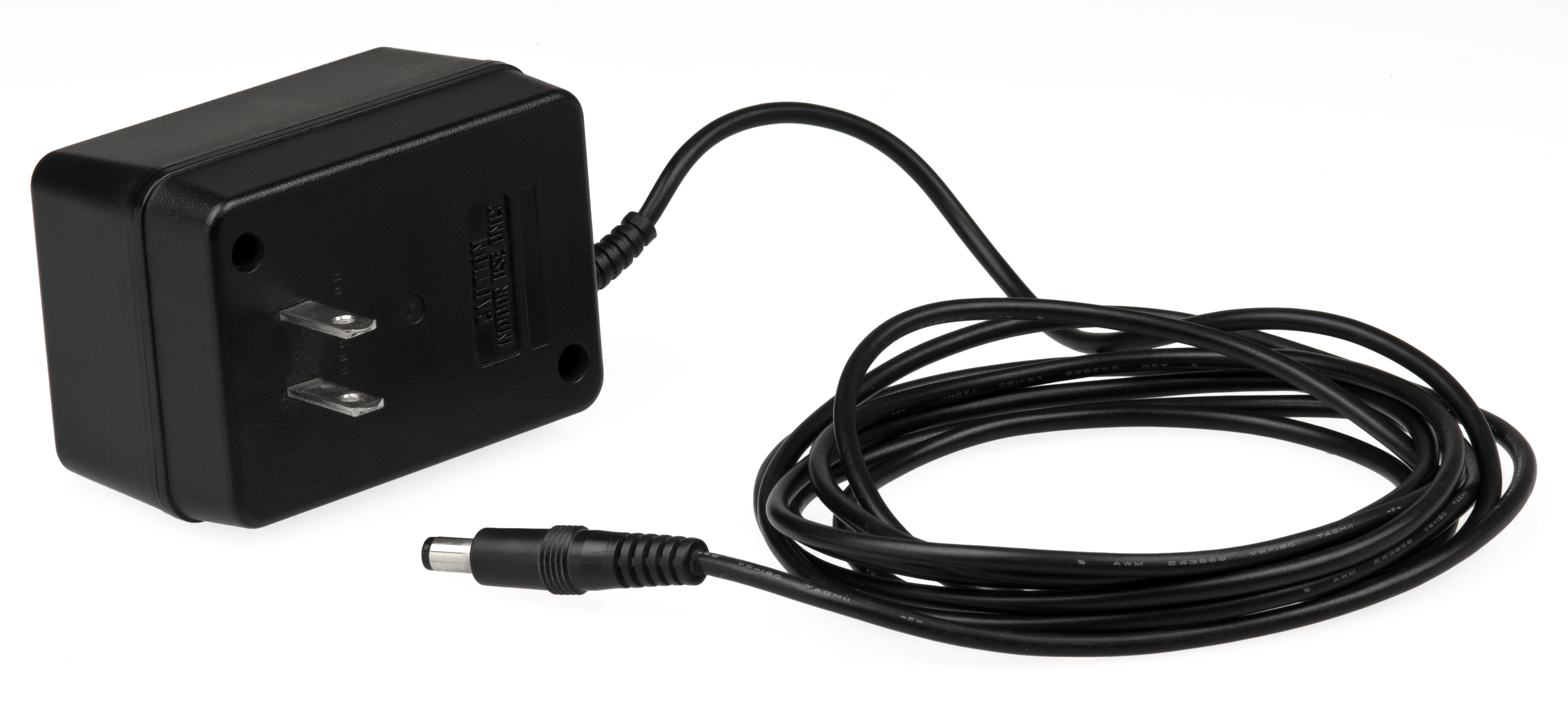
Адаптер змінного струму типу «стіна-бородавка» для побутової ігрової приставки. Вихід має бочкоподібний роз'єм

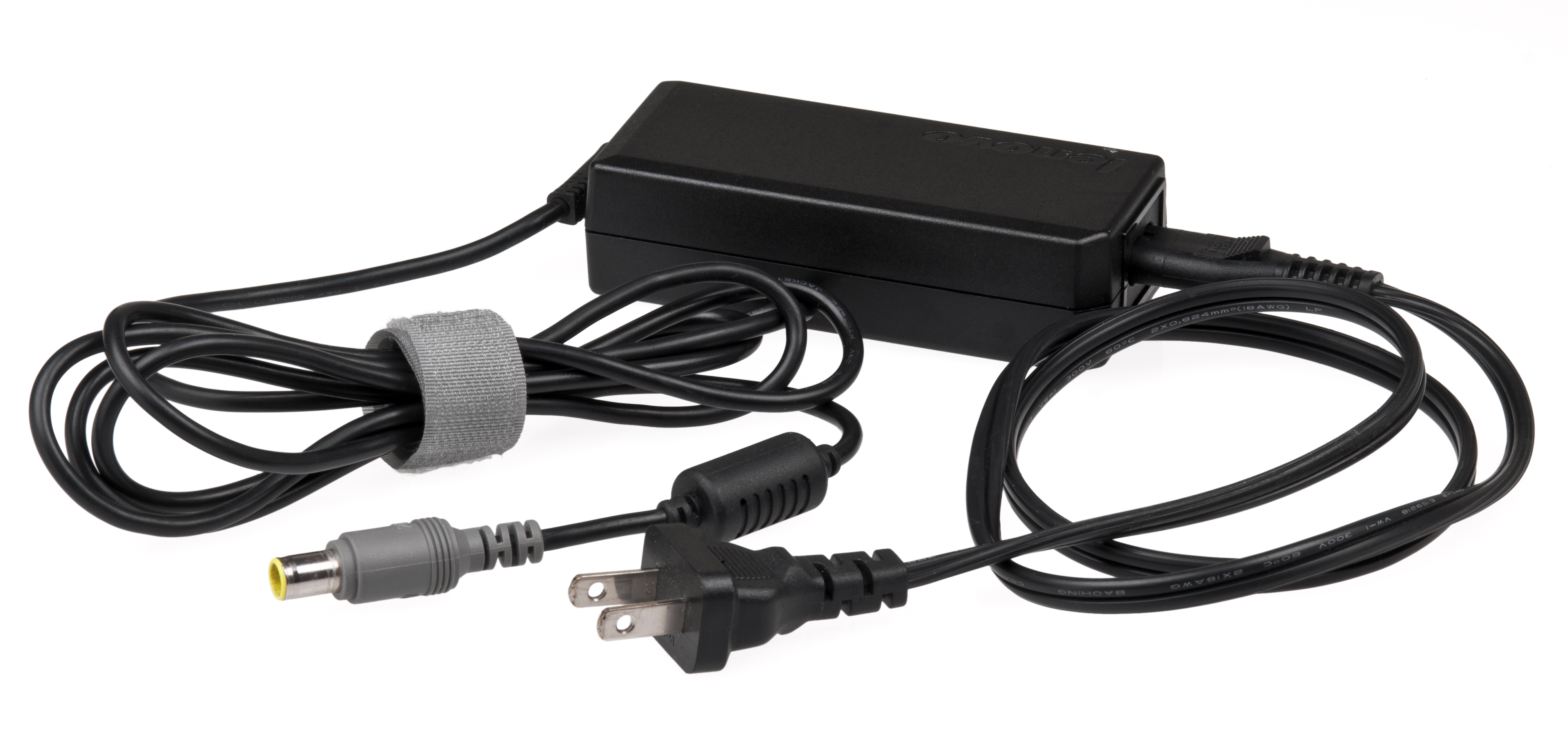
Вбудована конфігурація «Power brick» зі знімним шнуром змінного струму та вилкою NEMA 1-15.

Адаптер змінного струму (або адаптер змінного/постійного струму, також відомий як настінний зарядний пристрій, адаптер живлення, блок живлення або настінна бородавка) — це тип зовнішнього джерела живлення, який часто міститься в корпусі, схожому на штепсельну вилку змінного струму. Адаптери змінного струму подають електроенергію до пристроїв, у яких немає внутрішніх компонентів, щоб самостійно отримувати напругу та живлення від мережі. Внутрішня схема зовнішнього джерела живлення часто дуже схожа на конструкцію, яка використовувалася б для вбудованого або внутрішнього джерела живлення.
При використанні з обладнанням, що живиться від акумулятора, адаптери зазвичай заряджають батарею, а також живлять обладнання.
Крім того, що адаптери не потребують внутрішніх джерел живлення, вони забезпечують гнучкість: пристрій може споживати електроенергію від 120 В змінного струму або 230 В з мережі змінного струму, автомобільного акумулятора або акумулятора літака, просто використовуючи різні адаптери. Безпека може бути ще однією перевагою, оскільки небезпечні 120 або 240 вольт напруги мережі перетворюється на нижчу, безпечнішу напругу в розетці, перш ніж потрапити в прилад, яким користується користувач.

## Режими роботи

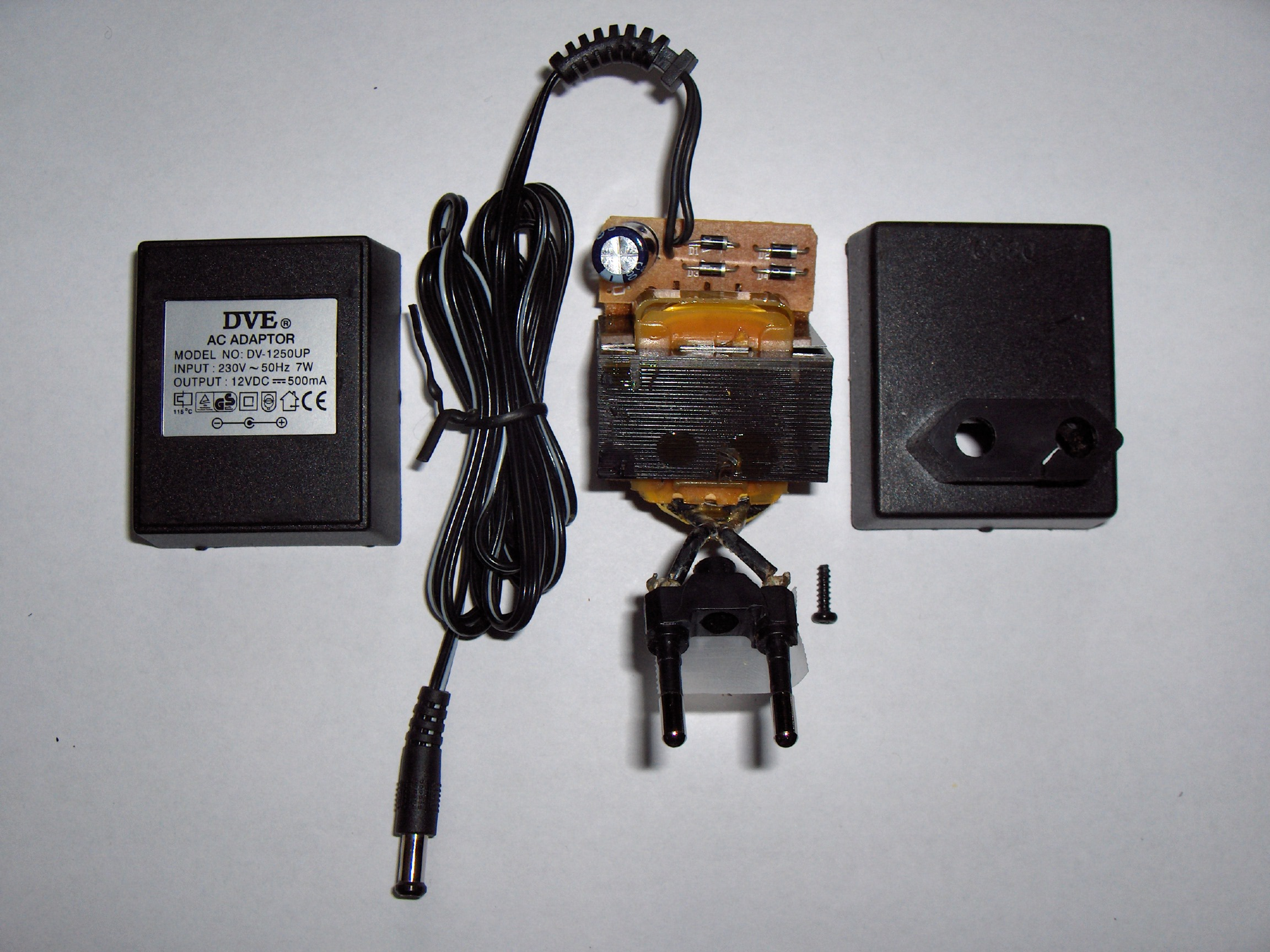
Адаптер змінного струму в розібраному вигляді демонструє просту, нерегульовану лінійну схему живлення постійного струму: трансформатор, чотири діоди в мостовому випрямлячі та один електролітичний конденсатор для згладжування форми сигналу

Спочатку більшість адаптерів змінного/постійного струму були лінійними джерелами живлення, які містили трансформатор для перетворення напруги електричної мережі в нижчу напругу, випрямляч для перетворення напруги в пульсуючий постійний струм і фільтр для згладжування пульсуючої форми хвилі до постійного струму з достатньо малими змінами залишкової пульсації, щоб не впливати на пристрій, що живиться. Розмір і вага пристрою значною мірою визначався трансформатором, який, у свою чергу, визначався вихідною потужністю та частотою мережі. Потужність понад кілька ват робила пристрої занадто великими та важкими, щоб фізично підтримувати їх у розетці. Вихідна напруга цих адаптерів змінювалася залежно від навантаження; для обладнання, яке вимагає більш стабільної напруги, була додана схема лінійного стабілізатора напруги. Втрати в трансформаторі і лінійному регуляторі були значними; ККД був відносно низьким, і значна потужність розсіювалася у вигляді тепла, навіть коли адаптер не був під навантаженням.
На початку двадцять першого століття імпульсні джерела живлення (SMPS) стали майже повсюдними для цієї мети завдяки своїм компактним розмірам і малій вазі порівняно з їх вихідною потужністю. Мережева напруга випрямляється до високої постійної напруги, керуючи комутаційним ланцюгом, який містить трансформатор, що працює на високій частоті, і видає постійний струм із потрібною напругою. Високочастотні пульсації легше фільтруються, ніж частота мережі. Висока частота дозволяє трансформатору бути малим, що зменшує його втрати; і імпульсний регулятор може бути набагато ефективнішим, ніж лінійний регулятор. Результатом є набагато ефективніший, менший і легший пристрій. Безпека забезпечується, як і в старій лінійній схемі, оскільки трансформатор все ще забезпечує гальванічну розв'язку.
Лінійна схема повинна бути розроблена для певного вузького діапазону вхідних напруг (наприклад, 220–240 В) і повинен використовувати трансформатор, що відповідає частоті (зазвичай 50 або 60 Гц), але джерело живлення з імпульсним режимом може ефективно працювати в дуже широкому діапазоні напруг і частот; одиничний 100–240 В блок впорається з майже будь-якою мережею живлення у світі.
Багато недорогих імпульсних адаптерів змінного струму не забезпечують належної фільтрації та/або екранування електромагнітних перешкод, які вони створюють. Природа цих високошвидкісних високоенергетичних комутаційних конструкцій така, що, коли ці запобіжні заходи не впроваджуються, гармоніки відносно високої енергії можуть генеруватися та випромінюватися далеко в радіочастину спектру. Кількість радіочастотної енергії зазвичай зменшується з частотою; так, наприклад, перешкоди в діапазоні радіомовлення середніх хвиль (US AM) в діапазоні 1 мегагерц можуть бути сильними, тоді як перешкоди в діапазоні радіомовлення FM близько 100 мегагерц можуть бути значно меншими. Відстань є фактором; чим ближче перешкода до радіоприймача, тим інтенсивнішою вона буде. Навіть прийом Wi-Fi у діапазоні гігагерц може бути погіршений, якщо приймальні антени знаходяться дуже близько до випромінюючого адаптера змінного струму. Визначити, чи виникає перешкода від певного адаптера змінного струму, можна просто від'єднати підозрілий адаптер, спостерігаючи за рівнем перешкод, отриманих у проблемному радіодіапазоні. У сучасному домашньому господарстві чи бізнес-середовищі може використовуватися кілька адаптерів змінного струму; для їх пошуку слід вимкнути одразу всі, а потім підключати по одному по черзі, доки не буде знайдено винуватця чи винуватців.
Традиційно настінні адаптери забезпечували постійну напругу. Для пристроїв, що живляться від USB, це 5 вольт. Пізніше протоколи заряджання батареї, такі як Quick Charge від Qualcomm і USB Power Delivery, почали дозволяти зарядженим пристроям запитувати різні напруги, які відповідають їхнім потребам, зазвичай вищі напруги для збільшення потужності без додавання тепла до мідних жил USB-кабелю. У минулому «SuperCharge» від Huawei та «Dash Charge» від OnePlus робили протилежне, вимагаючи трохи зниженої напруги, щоб безпосередньо відповідати напрузі батареї всередині смартфона, тому не потрібно було змінювати напругу всередині телефону, що призводило до меншого нагрівання. Для цього були потрібні спеціальні USB-кабелі з більш товстими мідними жилами.
На початку 2020-х років використання нітриду галію замість кремнію в комутаційних настінних адаптерах підвищило їхню вихідну потужність за тих самих фізичних розмірів, завдяки чому компактні стінні бородавки могли живити навіть деякі ноутбуки, а не лише смартфони та планшетні комп'ютери. Створення зарядних пристроїв з нітриду галію було відкладено через їхню надмірну вартість і через те, що технологія швидкої зарядки була менш затребуваною, ніж після 2020 року.

## Переваги
Зовнішні адаптери змінного струму широко використовуються для живлення малих або портативних електронних пристроїв. До переваг можна віднести:
- Безпека — зовнішні адаптери живлення можуть звільнити розробників продуктів від занепокоєння щодо деяких питань безпеки. Значна частина цього типу обладнання використовує лише досить низьку напругу, щоб не становити внутрішньої загрози для безпеки, хоча джерело живлення має використовувати небезпечну напругу в мережі. Якщо використовується зовнішнє джерело живлення (зазвичай через роз'єм живлення, часто коаксіального типу), обладнання не потрібно проектувати з урахуванням небезпечної напруги всередині корпусу. Це особливо актуально для обладнання з легкими корпусами, які можуть зламатися та оголити внутрішні електричні частини.
- Зменшення тепла – тепло знижує надійність і довговічність електронних компонентів і може призвести до неточності або несправності чутливих схем. Окреме джерело живлення відводить джерело тепла від апарату.
- Зменшення електричного шуму – оскільки випромінюваний електричний шум зменшується з квадратом відстані, виробнику вигідно перетворювати потенційно шумну мережу змінного струму або автомобільну енергію на «чистий», відфільтрований постійний струм у зовнішньому адаптері на безпечній відстані від чутливих до шумів схем.
- Зменшення ваги та розміру – видалення компонентів живлення та штепсельної розетки з обладнання, що живиться від акумуляторних батарей, зменшує вагу та розміри, які необхідно переносити.
- Простота заміни – Джерела живлення більш схильні до виходу з ладу, ніж інші схеми, через їх вплив на стрибки напруги та внутрішнє утворення відпрацьованого тепла. Зовнішні джерела живлення можуть бути швидко замінені користувачем без необхідності ремонту живленого пристрою.
- Універсальність конфігурації – електронні вироби із зовнішнім живленням можна використовувати з різними джерелами живлення за потреби (наприклад, 120 В змінного струму, 240 В змінного струму, 12 В постійного струму або зовнішній акумулятор) для зручного використання в полі або під час подорожі.
- Спрощена інвентаризація, розповсюдження та сертифікація продуктів — електронний продукт, який продається та використовується на міжнародному рівні, має живитися від широкого спектру джерел живлення та відповідати нормам безпеки продукції в багатьох юрисдикціях, зазвичай вимагає дорогої сертифікації національними або регіональними агентствами безпеки, такими як Underwriters Laboratories (UL) або TÜV. Одна версія пристрою може використовуватися на багатьох ринках із різними вимогами до живлення, що задовольняються різними зовнішніми джерелами живлення, тому потрібно виготовляти, складати та тестувати лише одну версію пристрою. Якщо конструкція пристрою з часом змінюється (часте явище), саму конструкцію джерела живлення не потрібно перевіряти повторно (і навпаки).
- Постійна напруга створюється спеціальним типом адаптера, який використовується для комп'ютерів і ноутбуків. Ці типи адаптерів широко відомі як елімінатори.

## Проблеми
Опитування споживачів показало широке незадоволення вартістю, незручністю та марнотратством великої кількості адаптерів живлення, які використовуються в електронних пристроях.

## Ефективність
Проблема неефективності деяких джерел живлення стала загальновідомою, коли президент США Джордж Буш у 2001 році назвав такі пристрої «енергетичними вампірами». У ЄС і ряді штатів США ухвалено законодавство, спрямоване на зниження рівня споживання енергії деякими з цих пристроїв. Такі ініціативи включають резервне живлення та ініціативу «Один ват».
Але інші  стверджували, що ці неефективні пристрої є малопотужними, наприклад, пристрої, які використовуються для невеликих зарядних пристроїв для акумуляторів, тому, навіть якщо вони мають низьку ефективність, кількість енергії, яку вони витрачають, становить менше 1% споживання електроенергії домогосподарством.
Враховуючи загальну ефективність джерел живлення для невеликого електронного обладнання, у звіті за 2002 рік було встановлено, що старіші джерела живлення на основі лінійних трансформаторів мережевої частоти мають ефективність від 20 до 75% і мають значні втрати енергії, навіть якщо вони включені, але не подають електроенергію. Імпульсні джерела живлення (SMPS) набагато ефективніші; хороший дизайн може бути ефективним на 80–90%, а також набагато меншим і легшим. У 2002 році більшість зовнішніх роз'ємних адаптерів живлення, які зазвичай використовуються для споживчих електронних пристроїв малої потужності, мали лінійну конструкцію, а також джерела живлення, вбудовані в деяке обладнання.
Зовнішні джерела живлення зазвичай залишаються підключеними, навіть якщо вони не використовуються, і в цьому стані споживають від кількох ват до 35 ват. У звіті зроблено висновок, що близько 32 мільярдів кіловат-годин (кВт-год) на рік, приблизно 1% від загального споживання електроенергії, можна було б заощадити в Сполучених Штатах шляхом заміни всіх лінійних джерел живлення (середній ККД 40–50%) на вдосконалені комутаційні конструкції (ККД 80–90%), шляхом заміни старих комутаційних джерел (ККД менше 70%) на вдосконалені конструкції. (ККД не менше 80%), а також шляхом зниження споживання живлення в режимі очікування до не більше 1 Вт.
Після публікації звіту SMPS справді значною мірою замінили лінійні джерела живлення, навіть у настінних бородавках. У звіті за 2002 рік було оцінено, що 6% електроенергії, яка використовується в США, «протікає» через джерела живлення (не враховуючи лише бородавки на стінах). На веб-сайті, де був опублікований звіт у 2010 році, було сказано, що, незважаючи на поширення SMPS, «сучасні джерела живлення споживають щонайменше 2% усієї виробленої електроенергії в США. Більш ефективні конструкції джерел живлення можуть скоротити це споживання вдвічі».
Оскільки витрачена електрична енергія виділяється у вигляді тепла, неефективне джерело живлення гаряче на дотик, як і джерело, що витрачає електроенергію без електричного навантаження. Це відпрацьоване тепло саме по собі є проблемою в теплу погоду, оскільки може знадобитися додаткове кондиціонування повітря, щоб запобігти перегріву та навіть видалити небажане тепло від великих запасів.

## Універсальні адаптери живлення

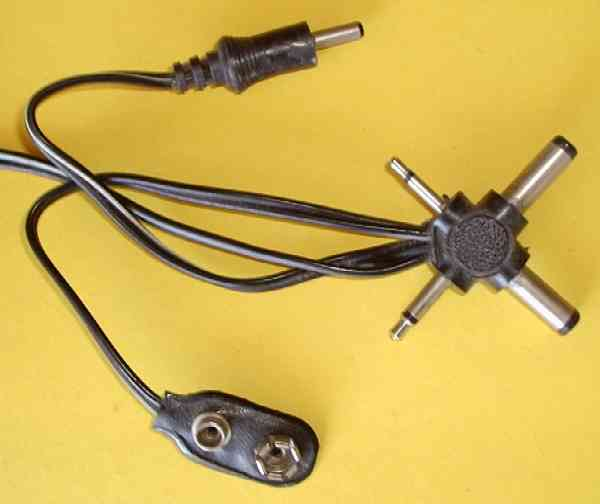
Шестиконтактний роз'єм на «універсальному» джерелі живлення постійного струму, що складається з чотирьохконтактного роз'єму X і двох окремих окремих роз'ємів (один — дев'ятивольтовий роз'єм акумулятора). Х-роз'єм тут забезпечує 3,5 і 2,5 мм телефонні штекери та коаксіальний роз'єм живлення двох розмірів

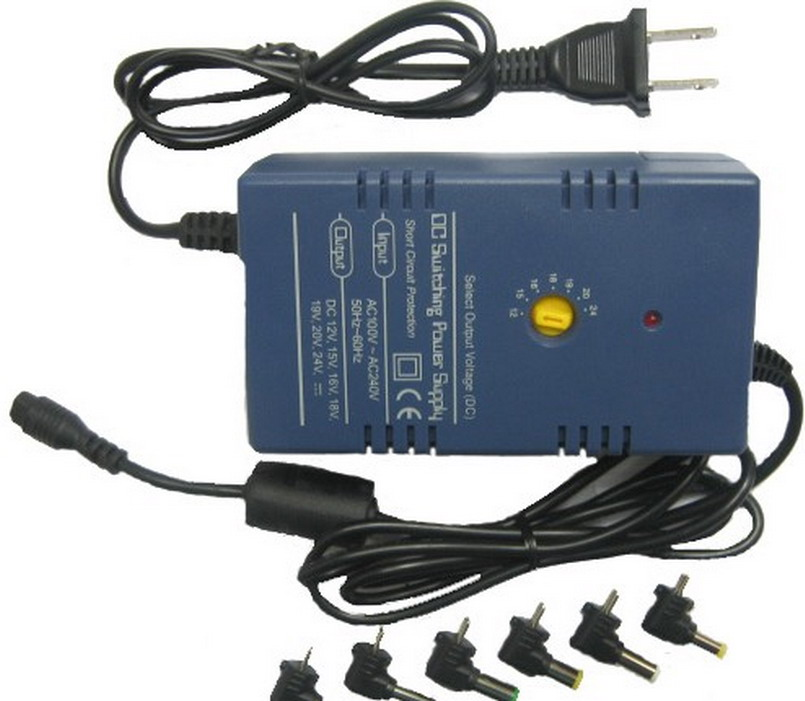
Універсальний блок живлення для ноутбука з регульованою напругою від 12 до 24 вольт

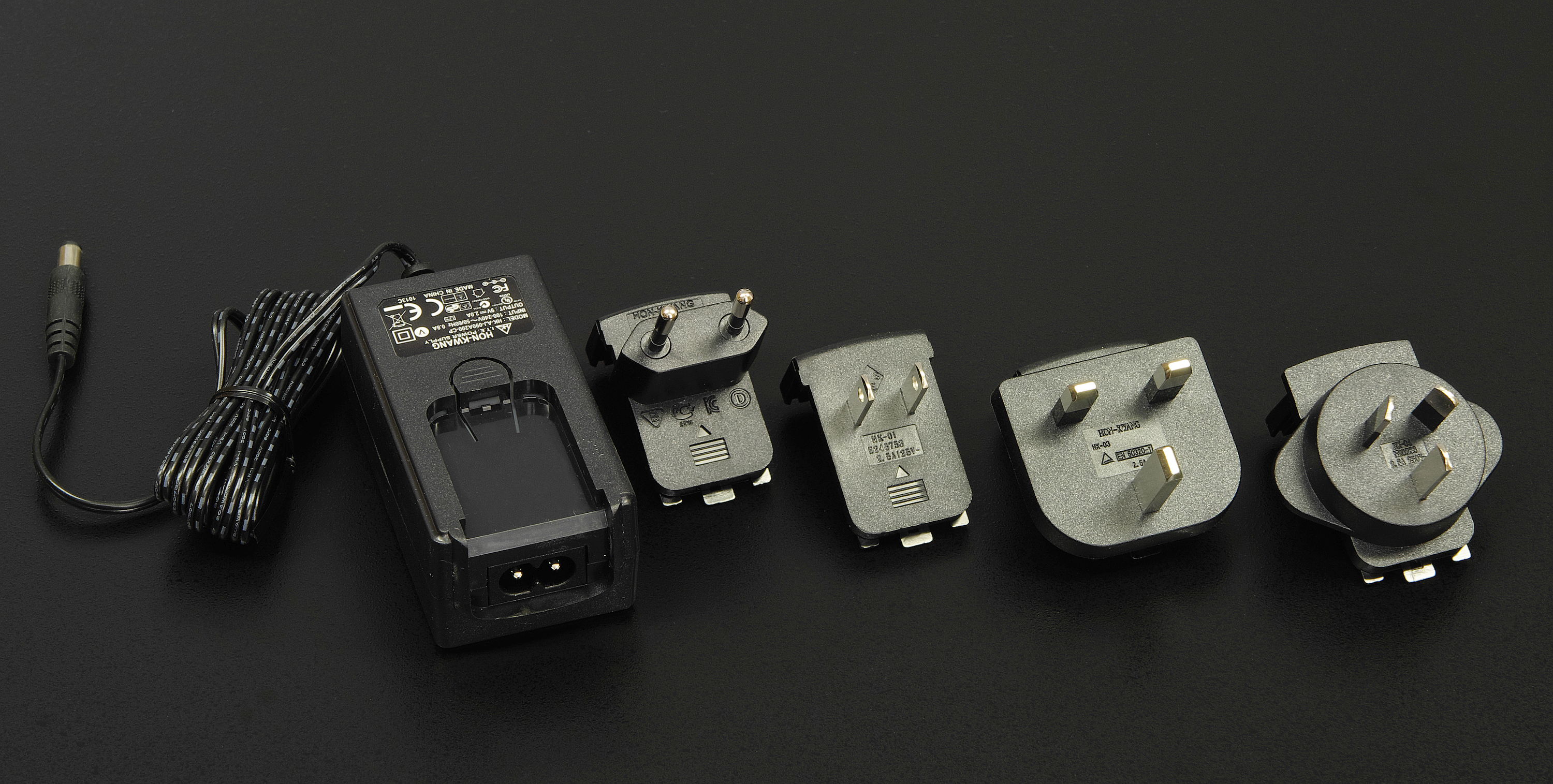
Адаптер змінного струму, що підтримує чотири різні системи розеток змінного струму

Зовнішні адаптери живлення можуть вийти з ладу або від'єднатися від продукту, для якого вони призначені. Отже, існує ринок змінних адаптерів. Заміна повинна відповідати вхідній і вихідній напрузі, відповідати або перевищувати потужність струму та мати відповідний роз'єм. Багато електричних виробів погано позначені інформацією про потрібне джерело живлення, тому доцільно заздалегідь записати характеристики оригінального джерела живлення, щоб полегшити заміну, якщо оригінал пізніше буде втрачено. Ретельне маркування адаптерів живлення також може зменшити ймовірність плутанини, яка може спричинити пошкодження обладнання.
Деякі «універсальні» змінні джерела живлення дозволяють перемикати вихідну напругу та полярність відповідно до діапазону обладнання. З появою імпульсних джерел живлення, адаптери, які можуть працювати з будь-якою напругою від 110 В до 240 В змінного струму стали широко доступними; раніше або 100–120 В змінного струму або 200–240 В змінного струму. Доступні адаптери, які також можна використовувати з джерелом живлення автомобіля та літака (див. EmPower).
Чотириконтактні X-роз'єми або шестиконтактні зіркоподібні роз'єми, також відомі як спайдерні роз'єми, з декількома розмірами та типами роз'ємів є звичайними для стандартних джерел живлення. Інші запасні блоки живлення мають механізми для заміни роз'єму живлення, при купівлі в комплекті доступні від чотирьох до дев'яти різних альтернатив. Це дозволяє об'єднувати різні конфігурації адаптерів змінного струму, не вимагаючи пайки. Philmore та інші конкуруючі бренди пропонують аналогічні адаптери змінного струму зі змінними роз'ємами.
Етикетка на блоці живлення може не бути надійним орієнтиром щодо фактичної напруги, яку він постачає за різних умов. Багато недорогих джерел живлення є «нерегульованими», оскільки їх напруга може значно змінюватися з навантаженням. Якщо вони мають невелике навантаження, вони можуть видавати напругу, що перевищує номінальну напругу на табличці, що може пошкодити навантаження. Якщо вони сильно навантажені, вихідна напруга може суттєво впасти, у деяких випадках значно нижче номінальної напруги на етикетці, навіть у межах номінального номінального струму, що спричинить несправність або пошкодження обладнання, що подається. Поставки з лінійними (на відміну від комутованих) регуляторів важкі, громіздкі та дорогі.
Сучасні імпульсні джерела живлення (SMPS) менші, легші та ефективніші. Вони видають набагато більш постійну напругу, ніж нерегульовані джерела живлення, оскільки вхідна напруга та струм навантаження змінюються. Коли вони були представлені, їх ціни були високими, але на початку 21-го століття ціни на комутаційні компоненти впали настільки, що дозволили використовувати цю технологію навіть у дешевих поставках, заощаджуючи вартість більшого та важчого мережевого частотного трансформатора.

## Адаптери з авторозпізнаванням
Деякі універсальні адаптери автоматично встановлюють свою вихідну напругу та максимальний струм відповідно до того, який із ряду змінних наконечників встановлено; доступні підказки для встановлення та забезпечення відповідного живлення багатьох ноутбуків і мобільних пристроїв. Різні наконечники можуть використовувати той самий роз'єм, але автоматично подавати різне живлення; дуже важливо використовувати правильний наконечник для живлення пристрою, але користувач не повинен правильно встановлювати перемикач. Поява імпульсних блоків живлення дозволила працювати адаптерам від будь-якої мережі змінного струму від 100 до 240 В з відповідною вилкою; робота від стандартної напруги 12 В. Також можна підтримувати постачання транспортних засобів і літаків постійного струму. За допомогою відповідного адаптера, аксесуарів і наконечників різноманітне обладнання можна живити практично від будь-якого джерела живлення.
Була запропонована система «Green Plug», заснована на технології USB, за допомогою якої споживаючий пристрій повідомляв би зовнішньому джерелу живлення, який тип живлення потрібен.

## Елімінатор батареї

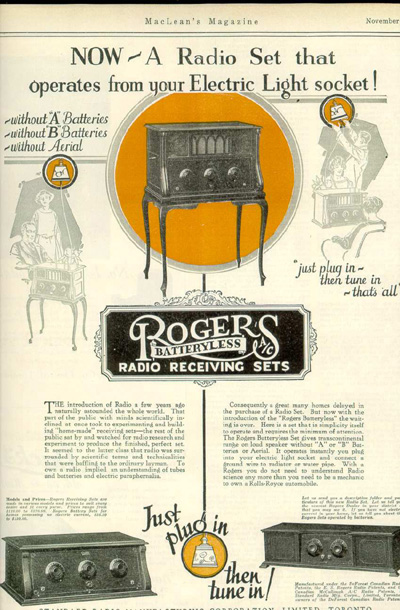
Листопад 1925 року журнальна реклама елімінатора батарей

Елімінатор батареї – це адаптер, призначений для роботи пристрою, призначеного для роботи від батареї, наприклад радіо, від розетки змінного струму.
До середини 1920-х років у всіх радіоприймачах, за винятком кристалічних наборів, використовувалися незручні та брудні лампові батареї. Дуже популярними стали акумуляторні елімінатори, які підключаються до розеток. Перші комерційні пристрої були вироблені компанією Едварда С. Роджерса старшого в 1925 році як доповнення до її лінійки безбатарейних радіостанцій. Іншим раннім виробником акумуляторних елімінаторів була Galvin Manufacturing Corporation (пізніше відома як Motorola), яку відкрили 25 вересня 1928 року Пол Гелвін та його брат Джозеф Е. Галвін. Елімінатори стали застарілими для радіо після того, як RCA представила лампи змінного струму в 1927 році, що дозволило підключати приймачі до побутової мережі. Промисловість швидко прийняла лампи змінного струму, і компаніям, які запустили виключно виробництво цього продукту, наприклад Philco, довелося швидко перейти до виробництва радіоприймачів, щоб залишатися актуальними та існувати.

## Зарядний пристрій для ноутбука
У ранніх ноутбуках блоки живлення були внутрішніми, як і в настільних комп'ютерах . Щоб полегшити портативність за рахунок економії фізичного простору та зменшення ваги, блоки живлення були винесені назовні.
Коли портативний комп'ютер працює під час підзарядки, інтегрована схема, яка контролює заряджання, використовує залишковий електричний струм блоку живлення. Це дозволяє живити компоненти пристрою під час використання, зберігаючи безкомпромісну постійну швидкість заряджання.

## Використання USB

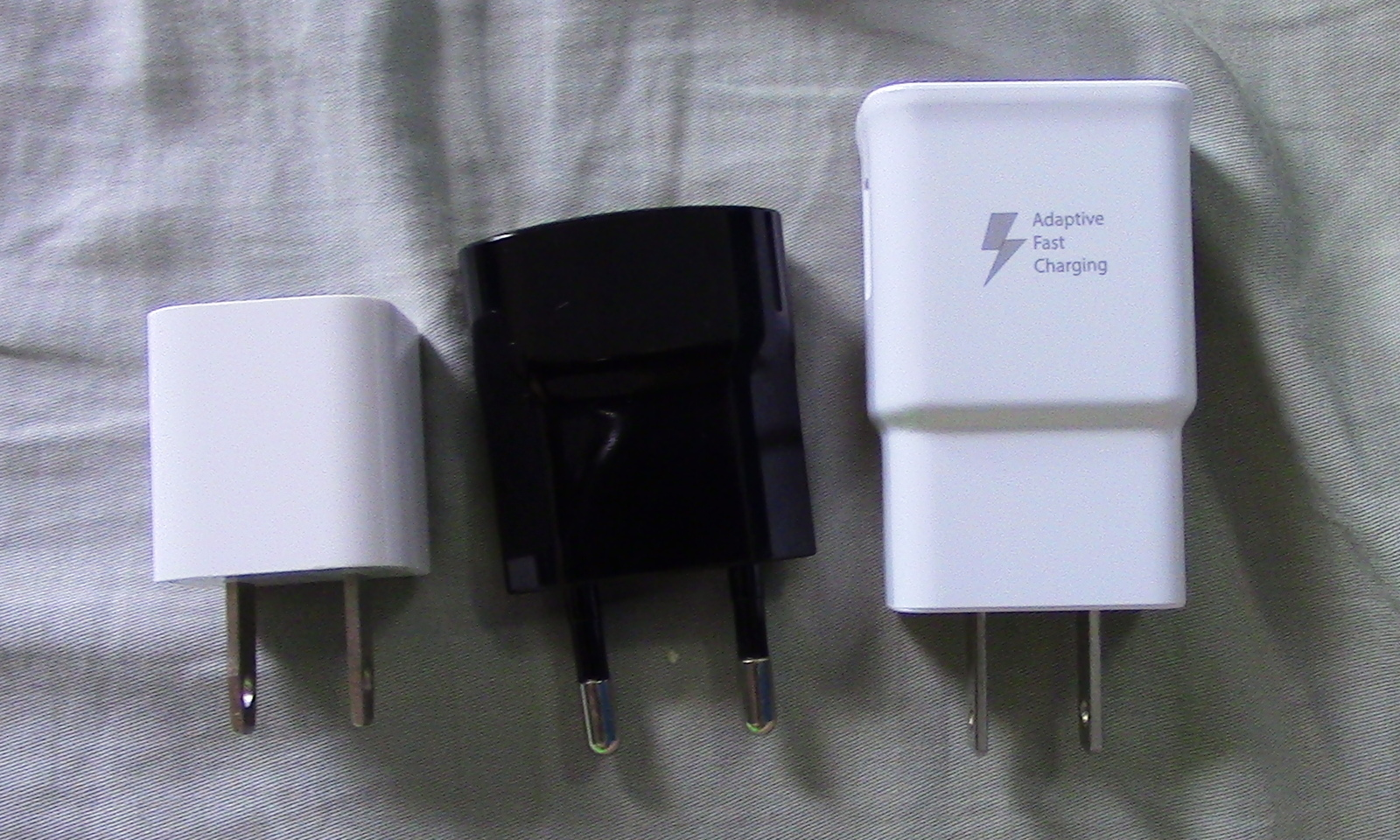
Загальні розміри USB-адаптерів змінного струму

Роз'єм USB (і напруга) став стандартом де-факто в адаптерах змінного струму малої потужності для багатьох портативних пристроїв. Окрім послідовного цифрового обміну даними, стандарт USB також забезпечує 5 В змінного струму живлення до 500 mA (900 mA через USB 3.0). Численні аксесуари («USB-прикраси») були розроблені для підключення до USB лише для живлення постійного струму, а не для обміну даними. Форум розробників USB у березні 2007 року опублікував Специфікацію USB Battery Charging Specification, яка визначає «...обмеження, а також механізми виявлення, контролю та звітності, які дозволяють пристроям споживати струм, що перевищує специфікацію USB 2.0 для заряджання...». Електричні вентилятори, лампи, сигналізації, підігрівачі кави, зарядні пристрої для акумуляторів і навіть іграшки були розроблені для живлення через роз'єм USB. Широко доступні штекерні адаптери, оснащені роз'ємами USB для перетворення 120 В або 240 В змінного струму або 12 В постійного струму автомобільного живлення в 5 В постійного струму від USB.
Тенденція до більш компактних електронних пристроїв спричинила перехід до роз'ємів micro-USB і mini-USB, які електрично сумісні за функціями з оригінальним роз'ємом USB, але фізично менші.
У 2012 році було запропоновано специфікацію USB Power Delivery Specification для стандартизації доставки до 100 Вт, що підходить для таких пристроїв, як портативні комп'ютери, які зазвичай залежать від власних адаптерів.

## Стандарти
ITU опублікував Рекомендацію ITU-T L.1000 «Універсальний адаптер живлення та зарядний пристрій для мобільних терміналів та інших портативних ІКТ-пристроїв», яка визначає зарядний пристрій, у більшості аспектів схожий на пропозицію GSMA/OMTP та Європейське загальне зовнішнє джерело живлення. Рекомендація ITU була розширена та оновлена в червні 2011 року. Надія полягає в тому, щоб помітно зменшити кількість невзаємозамінних адаптерів живлення.
Європейський Союз визначив загальне зовнішнє джерело живлення для «портативних мобільних телефонів із підтримкою даних» (смартфонів), що продаються з 2010 року, призначене для заміни багатьох несумісних фірмових джерел живлення та усунення відходів шляхом зменшення загальної кількості виготовлених витратних матеріалів. Постачання відповідних матеріалів 5 В постійного струму через роз'єм micro-USB з бажаною вхідною напругою від 90 до 264 В змінного струму.
У 2006 році Ларрі Пейдж, засновник Google, запропонував стандарт від 12 V до 15 A для майже всього обладнання, яке потребує зовнішнього перетворювача, з новими будівлями, оснащеними проводкою 12 V постійного струму, що робить непотрібним зовнішню схему адаптера змінного струму в постійний.
IEC створила стандарт для взаємозамінних блоків живлення для ноутбуків IEC 62700 (повна назва «IEC Technical Specification 62700: DC Power supply for notebook computer»), який було опубліковано 6 лютого 2014 року.